# Трежесковка
Трежесковка — посёлок в Аннинском районе Воронежской области. Входит в состав Рамоньского сельского поселения.

## История
В «Списке населённых мест Российской империи» по данным 1859 года упоминается как сельцо Александровское 1-го стана Новохопёрского уезда Воронежской губернии в 50 верстах от уездного города Новохопёрска, с 22 дворами и 143 жителями (67 мужчин, 76 женщин).
Упоминается в памятной книжке Воронежской губернии за 1887 год как деревня Тржасковская Ярковской волости Новохопёрского уезда. Число жителей обоего пола — 240, число дворов — 30.
По подворной переписи 1889 года в сельце Рамонье (Александровка тож, бывшее Тржасковского) той же волости проживало 218 дарственных крестьян (110 мужчин, 108 женщин) в 35 хозяйствах. Всего было 11 грамотных и учащихся (все — мужского пола). Имелось 34 жилых дома. Из скота было 76 лошадей, 35 коров, 15 голов гулевого скота и 21 телёнок, 133 овцы и 11 свиней, также 1 хозяйство держало 15 ульев пчёл. Количество удобной надельной земли составляло 67 десятин, из них пашни — 33,5 десятины; также 1 хозяйство купило 3 десятины земли, а 28 хозяйств арендовали 99,5 десятины земли (из неё 81 десятина частной пашни, 14,5 десятины общественной пашни и 4 десятины частного сенокоса). Из сельскохозяйственного инвентаря имелось 44 сохи и 40 телег; 2 хозяйства не имели инвентаря. Надельная пашня обрабатывалась в основном своим скотом. Всего расходов у хозяйств в течение года было на 4020 рублей, доходов от продажи — на 1003 рубля (в основном хлеба и скота), от промыслов (которыми занимались 41 мужчина и 3 женщины в 29 хозяйствах) — 2466 рублей, от сдельных работ (14 хозяйств) — 708 рублей, а всего — 4417 рублей.
По данным 1900 года на основе переписи 1897 года в сельце Александровка (бывшее Тржасковского) 4-го Рамонского сельского общества Ярковской волости при овраге «Большой Верх» жило 186 человек (91 мужчина, 95 женщин) в 32 дворах.
По переписи 1926 года в деревне Торжесковка Рамонского сельсовета Архангельской волости Новохопёрского уезда проживало 294 человека в 58 хозяйствах. По данным 1932 года в посёлке Рамонского сельсовета Архангельского района ЦЧО было 350 жителей.

## Население
| 2000 | 2005 | 2010 |
| ---- | ---- | ---- |
| 39   | ↘6   | ↘0   |

По переписи 2002 года в посёлке Трежесковка проживало 6 человек, русские. По переписи 2010 года — без населения.

## География

### Улицы
- ул. Дачная,
- ул. Луговая.